# Lev Gleason Publications

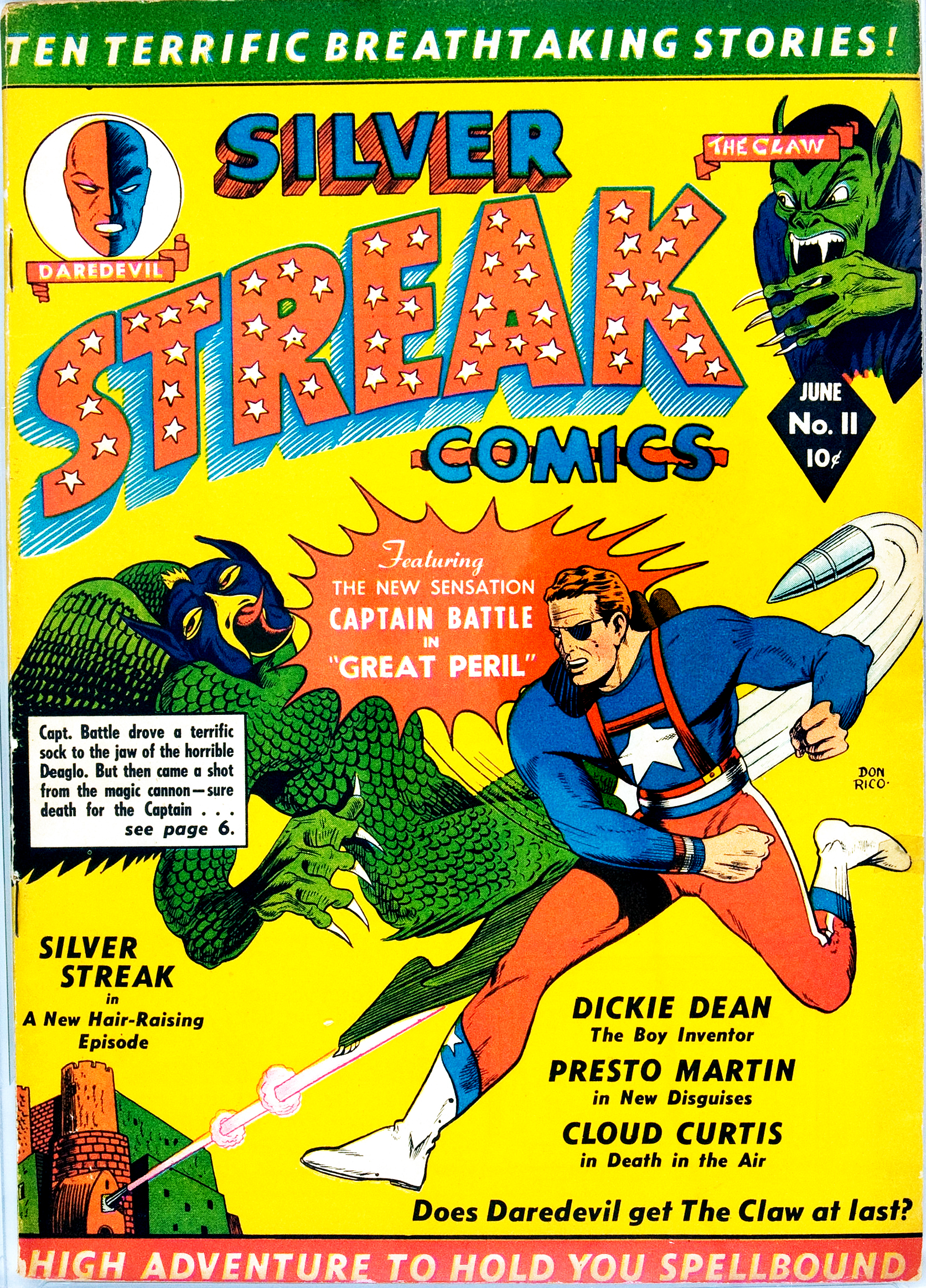
Couverture de Silver Streak Comics # 11 (mai 1941) art par Don Rico

Lev Gleason Publications est une maison d'édition américaine de comic books fondée en 1939 par Lev Gleason et disparue en 1956. Sa publication Crime Does Not Pay, réalisé par Charles Biro et Bob Wood, est considérée comme le premier crime comics d'envergure.
Après la mise en place du Comics Code Authority, les ventes de comics chutent brutalement et Lev Gleason publication est fortement touché. Alors qu'en 1952, l'éditeur vendait chaque mois 2 700 000 comics, en 1956 les ventes atteignent seulement 800 000 comics.

## Documentation
- (en) Lev Gleason sur la Grand Comics Database.
- (en) Mike Benton, « Lev Gleason Publications », The Comics Book in America. An Illustrated History, Dallas : Taylor Publishing Company, 1989, p. 124-125.